# František Kovář
František Kovář (2. září 1888 Sebranice – 12. června 1969 Praha) byl český římskokatolický reformistický kněz, později teolog, religionista, publicista, novinář, překladatel, editor, duchovní a třetí biskup-patriarcha Církve československé (husitské), profesor-biblista a děkan Husovy československé evangelické fakulty bohoslovecké (HČEFB), po roce 1950 profesor Husovy československé bohoslovecké fakulty (HČBF) v Praze.

## Život

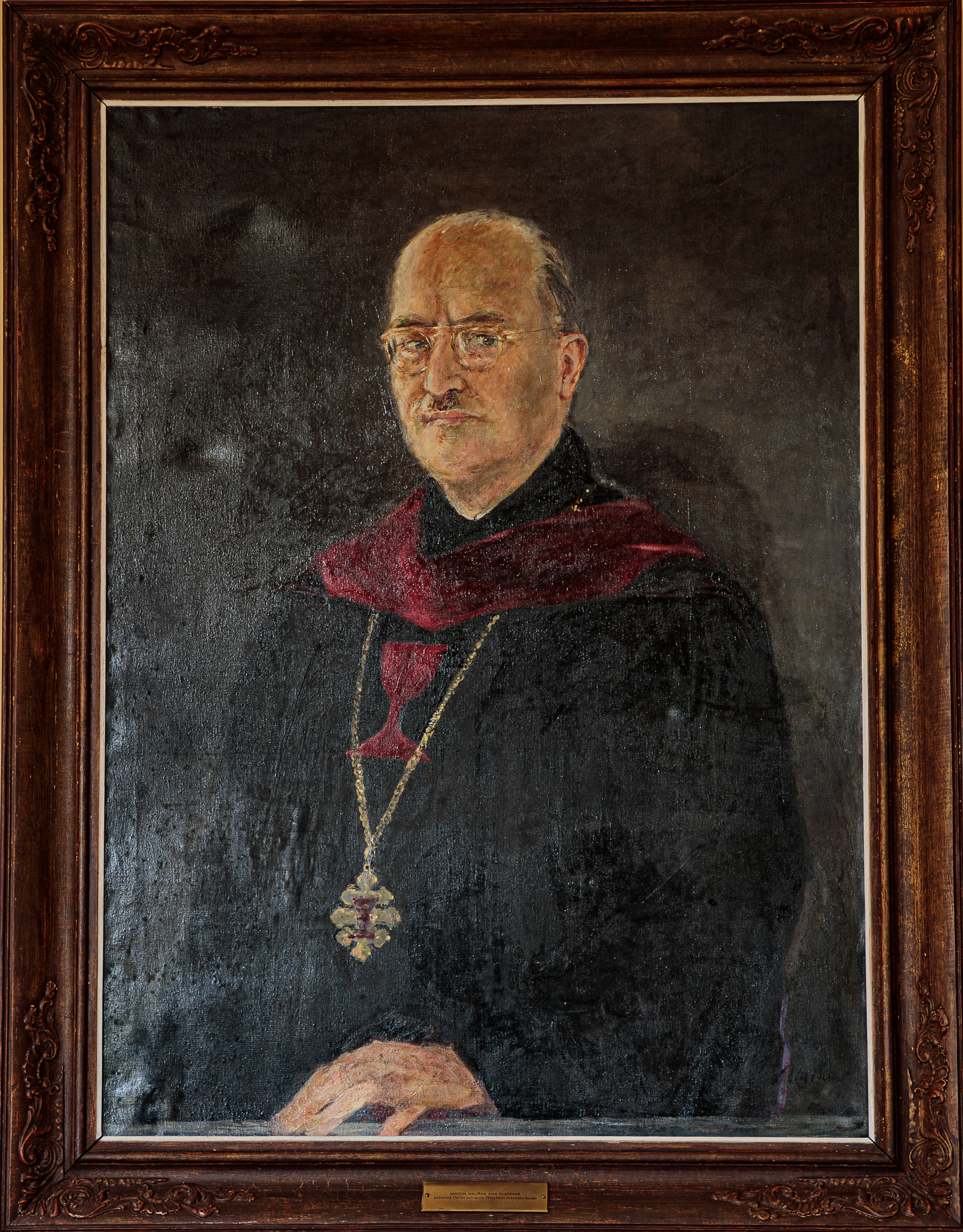
Obraz patriarchy Františka Kováře od akad.malířky Emy Blažkové, umístěný v prostorách Husitské teologické fakulty Univerzity Karlovy v Praze

Po absolvování gymnaziálních studií v Boskovicích (1900-1908) vystudoval teologickou fakultu Karlovy univerzity (1909–1913), kněžské svěcení přijal 6. července 1913. Krátce působil jako zatímní katecheta v Doubravce u Plzně (1913) a kaplan ve Stříbře (1913–1914), v letech 1914–1918 na své alma mater zastával pozice adjunkta a suplenta stolice novozákonní vědy. Na základě obhájené disertační práce Jesus Christus qua Magister et Paedagogus (Ježíš Kristus jako učitel a vychovatel) získal v roce 1916 doktorát teologie. Vedle svého akademického působení vyučoval náboženství na soukromých gymnáziích v Praze (1916–1919), souběžně navštěvoval další přednášky na Filozofické fakultě UK. Po vzniku samostatné Československé republiky vstoupil do služeb Ministerstva školství a národní osvěty, kde s přestávkami a v různých funkcích působil v období 1919–1935; zůstal však přitom aktivním účastníkem událostí souvisejících se vznikem a následným vývojem Církve československé.
Vzhledem k tomu, že po celou dobu vysokoškolských studií i svého pedagogického angažmá patřil ke stoupencům idejí katolického modernismu, zapojil se aktivně do činnosti obnovené Jednoty katolického duchovenstva československého (7. 11. 1918) i jejího radikálního křídla Ohnisko, v dubnu – září 1919 spolu s Matějem Pavlíkem redigoval jeho tiskový orgán Právo národa. Zúčastnil se valného sjezdu Klubu reformních kněží 8. ledna 1920 v pražském Národním domě na Smíchově, v jehož průběhu byla ustavena Církev československá, i první schůze jejího řídícího grémia (Církevní výbor) 9. ledna 1920, oficiálně se však jeho voleným členem nestal. 2. srpna 1920 se oženil s Helenou, roz. Brožovou, s níž měl dceru Helenu (1923) a syna Blahoslava (1926).
Doktorát filozofie získal na Filozofické fakultě UK 28. 6. 1921 (disertační práce Filosofické myšlení hellenistického židovstva). 1. 3. 1923 byl jmenován docentem pro obor abstraktní vědy náboženské na FF UK (habilitační spis z roku 1922 Představy pársismu a židovství o posledních věcech světa a lidstva), na tuto funkci však v roce 1924 rezignoval. V CČS zpočátku sledoval spíše slovansko-pravoslavnou orientaci, po svém přímém začlenění do jejích organizačních struktur se od roku 1925 stal jedním z nejbližších spolupracovníků patriarchy ThDr. Karla Farského, s nímž ho pojilo osobní přátelství již od studentských let.
S jménem Františka Kováře je v následujících desetiletích spjata nejen pedagogická, ale také rozsáhlá a systematická vydavatelská, osvětová, ekumenická, badatelská i publicistická činnost, vznik čtvrtletníku (později dvouměsíčníku) Náboženské revue CČS (v prvních dvou ročnících 1929–1930, následně pak 1936–1944, 1946–1950 a 1953–1962 byl jejím vedoucím redaktorem). Zastával rovněž funkci ředitele bohoslovecké koleje CČS v Praze-Dejvicích v letech 1926–1930, kde organizoval doplňkové kurzy z věrouky i oborů praktické teologie pro bohoslovce CČS, studující tehdy na pražské Husově československé evangelické fakultě bohoslovecké; po zřízení samostatné sekce CČS na HČEFB se v roce 1935 stal nejdříve mimořádným, od 1. ledna 1938 řádným profesorem novozákonní vědy a religionistiky. Po uzavření českých vysokých škol okupačními úřady pracoval jako ideový a organizační referent v ústředí církve (1940–1945), přednášel, publikoval a pololegálně organizoval výchovu duchovenského dorostu církve (kurzy, přednášky, semináře, biblické hodiny v dejvické koleji i v některých pražských náboženských obcích).
Po osvobození republiky se v červnu 1945 vrátil na HČEFB, zároveň se stal správcem pražské diecéze (1945–1946). Na mimořádném zasedání II. řádného sněmu CČS v roce 1946 byl zvolen třetím patriarchou CČS(H), své akademické dráhy se však nevzdal. Paralelně pokračoval ve své pedagogické, badatelské, vydavatelské i publicistické činnosti, v letech 1949–1950 vykonával funkci děkana HČEFB a po vzniku samostatné HČBF (1950) stál ještě další rok v čele její katedry biblické teologie. V úřadu patriarchy na druhé volební období byl ve svých osmašedesáti letech potvrzen volbou 12. října 1956 v průběhu IV. řádného sněmu CČS. Složité a církevním společenstvím nepřátelské politické poměry od února 1948, vyčerpávající práce a zhoršený zdravotní stav jej vedly k abdikaci na funkci patriarchy (1. července 1961), úřad oficiálně předal 29. října 1961. Konec života strávil v ústraní, zemřel 12. června 1969 v Praze.
O Františku Kovářovi jako představiteli a vůdčí autoritě církve lze říci, že svou soustavnou vědeckou a kazatelskou prací nad biblí položil základy k tomu, co se pak v CČS(H) jako zásadní ideové východisko prosadilo pod názvem biblicko-teologická orientace. Ačkoli byl vzdálen levicovým názorům, bylo mu dáno spravovat CČS(H) v době nejrepresivnější fáze tehdejšího totalitního režimu, kdy církevní politiku KSČ spoluurčovaly a řídily osoby jako Václav Kopecký, Zdeněk Fierlinger či Alexej Čepička a v samotné církvi zaujímali vůdčí pozice duchovní „oddaní věci socialismu“. Na počátku jeho patriarchátu se církvi podařil určitý rozmach, ve zbytku padesátých let se jí však již dotýkaly spíše mnohé restrikce, ideologická i praktická marxisticko-ateistická ofenzíva a množící se konflikty s tzv. státní správou na všech úrovních organizační struktury CČS.

## Dílo

### Spisy
- Fariseové a saduceové : charakteristika obou židovských stran. Praha 1918
- Království Boží na Zemi / K ideovým základům církve československé. Praha 1920
- Církev pravoslavná a římská. Několik kapitol k poznání obou církví. Praha 1920
- Filosofické myšlení hellenistického židovstva. 1. vydání Kladno 1922, 2. Praha 1996
- Představy pársismu a židovství o posledních věcech světa a lidstva – L’eschatologie du parsisme et du judaïsme / Studie ze srovnávací vědy náboženské. Praha 1922
- Apokalyptická literatura židovská. Kladno 1923
- O náboženském vývoji lidstva / Soubor přednášek. Praha 1923
- O náboženství / Přednáškový kurs (část první). Praha 1926
- O náboženství / Přednáškový kurs (část druhá). Praha 1927
- Svatováclavské oslavy / Přednáška na veřejné manifestační schůzi CČS na Slovanském ostrově dne 18. 3. 1929. Praha 1929
- Dnešní mladý člověk a náboženství. Praha 1929
- Deset let církve československé. Praha 1930
- Stav dnešního bádání o Ježíšovi. Praha 1930
- Náš poměr ke katolictví. Praha 1936
- Idea království Božího v křesťanství. Praha 1937
- V zápase o pravou zbožnost / Exegetické úvahy novozákonní. Praha 1937, 1951
- Synoptická evangelia. Praha 1938
- Zmrtvýchvstání. Praha 1938
- Co jest církev českomoravská. Praha 1940
- Výklad Otčenáše. Praha 1942
- Výklad Evangelia Markova. Praha 1941, 1945
- Výklad Evangelia Janova (I. a II. díl). Praha 1944, 1958
- Demokracie a křesťanství. Praha 1945
- Základy novozákonní theologie / Studijní pomůcka z oboru novozákonní vědy. Hradec Králové 1945
- Počátek Evangelia Lukášova / Výklad prvých dvou kapitol. Praha 1945
- Uvedení do studia Nového zákona. Praha 1946, 1951
- Slovo patriarchy k vysokoškolákům CČS. Tábor 1947
- Símě království Božího : postily jednoho roku. Praha 1949
- Svědectví a vyznání / Projev k 30. výročí založení CČS. Praha 1950
- Novozákonní události (I. a II. díl) / Život a působení Ježíše Krista. Doba apoštolská a poapoštolská. Praha 1950
- Motivy sociální spravedlnosti a míru v biblické zvěsti. Praha 1952
- Malá bible (díly 1 – 6) / Výbor z textů Starého a Nového zákona. Praha 1953-1962
- Výklad listu Jakubova. Praha 1954
- Věrni poslání / Projev k 40. výročí založení CČS. Praha 1960

### Sborníky

#### Práce na sbornících
- Naše dílo. Praha 1927
- Náš duchovní zápas (spolu s Antonínem Frintou). Praha 1936

#### Příspěvky do cizích sborníků
- Dílo jeho pera, in: Sborník Dra Karla Farského (ed. František Pokorný). Praha 1928
- Dr. Charles Farsky, the first patriarch Czechoslovak Church, in: The Czechoslovak Church: concerning its Substance, Theology and Founder (ed. František M. Hník). Praha 1937
- Náboženství u T. G. Masaryka, in: T. G. Masaryk a my. Praha 1946
- Cesta československé církve, in: V zemi Husa a Komenského (ed. Viktor Hájek). Praha 1954

### Studie, eseje, články a glosy
- Jako katolický kněz přispíval do Časopisu katolického duchovenstva, časopisu Hlídka a deníku Národní listy, před vznikem CČS také do Práva národa, které v dubnu-září 1919 spoluredigoval.
- V následujících letech publikoval zejména v periodických tiskovinách CČS – týdeníku Český zápas (vycházel od 5. 3. 1920), v jím založené Náboženské revui CČS (1929), v časopisu pro mládež CČS Rozsévač (1931) a každoročně vydávaném kalendáři Blahoslav. Jeho erudované materiály byly rovněž pravidelně otiskovány v edičních řadách Tiskového a nakladatelského družstva Blahoslav (např. Knihovna křesťanské myšlenky, Knihy o náboženství a pro náboženství, Ekumenické aktivity).

### Dokumenty, sborníky a stati o Františku Kovářovi
- Masarykův slovník naučný. IV. díl. Praha 1929, s. 135
- Ottův slovník naučný nové doby. Dodatky, III. díl, 2. svazek. Praha 1935, s. 802
- HANUŠ, Jiří. Malý slovník osobností českého katolicismu 20. století s antologií textů. Brno: Centrum pro studium demokracie a kultury, 2005. 308 s. ISBN 80-7325-029-2. S. 74–75.
- HNÍK, František M. Dr. František Kovář – akademický učitel. Náboženská revue CČS, 21/1–3, 1950, s. 5–25
- HRDLIČKA, Jaroslav. Patriarcha František Kovář – mezi demokracií a totalitou (Základy víry v diářích patriarchy z let 1954/55). Theologická revue HTF UK 75/2, 2004, s. 229–236
- HRDLIČKA, Jaroslav. Vznik Náboženské revue CČS(H) – Theologické revue HTF UK a František Kovář (k 75. výročí vzniku periodika). Theologická revue HTF UK 76/1, 2005, s. 5–11
- JINDRA, Martin: Sáhnout si do ran tohoto světa. Perzekuce a rezistence Církve československé (husitské) v letech 1938–1945. ÚSTR – CČSH, Praha 2017, s. 698.
- KAŇÁK, Miloslav: Významné životní jubileum: K 70. narozeninám F. Kováře. Náboženská revue CČS, 29/4, 1958, s. 146–153
- Osobnosti - Česko : Ottův slovník. Praha: Ottovo nakladatelství, 2008. 823 s. ISBN 978-80-7360-796-8. S. 359.
- JINDRA, Martin – SLADKOWSKI, Marcel (eds.): Biografický slovník Církve československé husitské. CČSH, Praha 2020, s. 640, ISBN 978-80-7000-167-7.
- SEKOT, Aleš. Církev československá v době okupace a v poválečném období za patriarchátu dr. F. Kováře (1946-1961), in: Církev československá husitská. Praha 1982, s. 34–40
- SPISAR, Alois. Z ideového vývoje a díla patriarchy dr. F. Kováře. Náboženská revue CČS, 21/1–3, 1950, s. 37–77
- RUTRLE, Otto. Vliv myšlení patriarchy dr. Fr. Kováře na praxi československé církve. Náboženská revue CČS, 21/1–3, 1950, s. 91–140
- TOMEŠ, Josef, a kol. Český biografický slovník XX. století : II. díl : K–P. Praha ; Litomyšl: Paseka ; Petr Meissner, 1999. 649 s. ISBN 80-7185-246-5. S. 148.
- TONZAROVÁ, Hana. František Kovář ve vztahu k ekumeně : František Kovář in relation to ecumenicalism (doktorská disertační práce). Praha : HTF UK, 2009. 395 s.

### Jubilejní tisk
- ADÁMEK, František. Patriarcha Dr. František Kovář. Praha 1948